# Llac glacial

Formació de llacs glacials pel retrocés d'una glacera

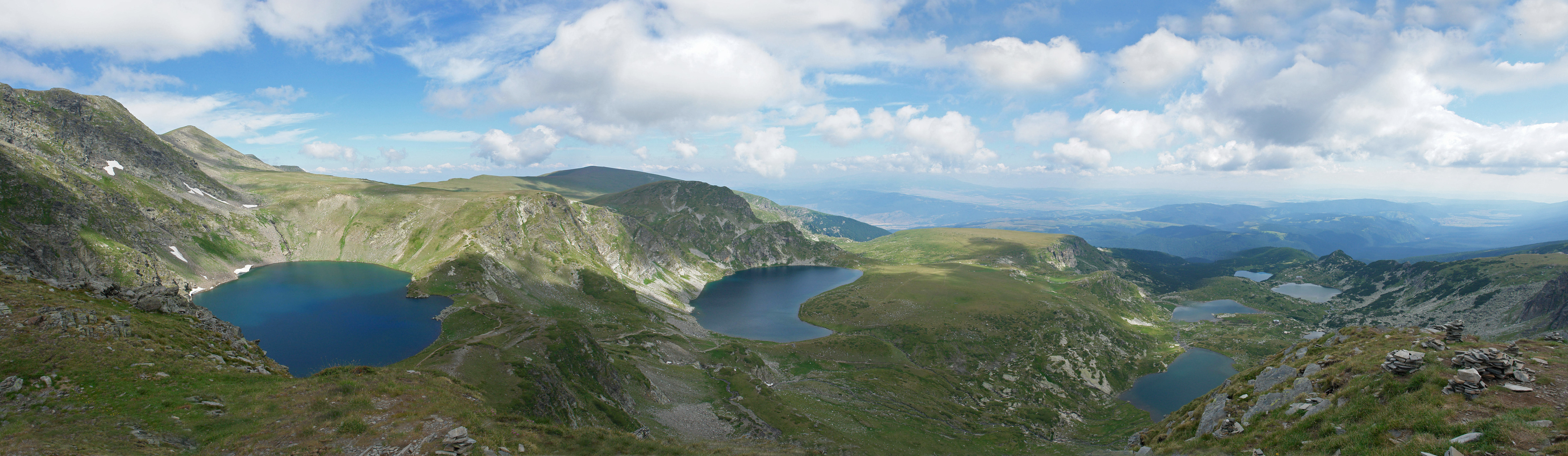
Els ·Set llacs" de Rila, Bulgària són típics llacs glacials

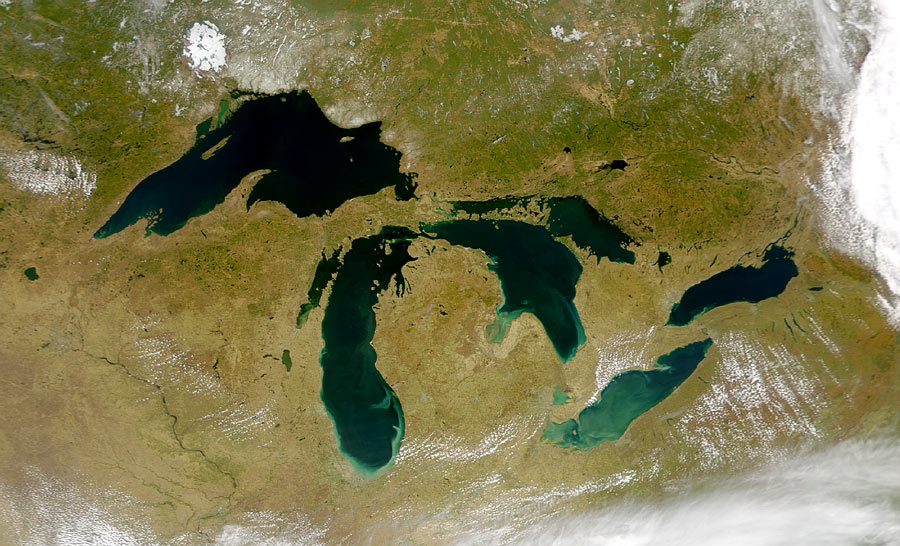
Els Grans Llacs són els llacs d'origen glacial més grans del món.

Un llac glacial és un llac originat per la fusió d'una glacera. Un llac glacial ocupa una depressió que és conseqüència de l'erosió ocasionada per una glacera. Un llac morènic, en canvi es forma darrere d'una morrena. Fa uns 10.000 anys les glaceres van començar a retirar-se. Una glacera en retirada sovint deixa enrere grans dipòsits de glaç. A mesura que el gel es fon forma llacs que sovint estan envoltats per estructures com les morrenes i d'altres que són testimoni de la presència antiga d'una glacera.